# Гербы населённых пунктов Тверской области
Список гербов муниципальных образований Тверской области Российской Федерации.
На 1 января 2018 года в Тверской области насчитывалось 322 муниципальных образования — 9 городских округов, 34 муниципальных районов, 42 городских и 237 сельских поселений.

## Гербы городских поселений
| Герб | Наименование                                                       | Дата утверждения | Номер в ГГР |
| ---- | ------------------------------------------------------------------ | ---------------- | ----------- |
|      | Герб городского поселения — город Бежецк Бежецкого района          | 24 октября 2006  | 3697        |
|      | Герб городского поселения город Бологое Бологовского района        | 1 июля 2010      | 6253        |
|      | Герб городского поселения город Весьегонск Весьегонского района    | 8 июля 2001      | 770         |
|      | Герб городского поселения город Зубцов Зубцовского района          | 6 июня 2008      | 1602        |
|      | Герб городского поселения — посёлок Изоплит Конаковского района    | 30 апреля 2020   | 13254       |
|      | Герб городского поселения — посёлок Козлово Конаковского района    | 28 марта 2012    | 7760        |
|      | Герб муниципального образования город Конаково Конаковского района | 27 апреля 2007   | 3267        |

| Герб | Наименование                                                         | Дата утверждения | Номер в ГГР |
| ---- | -------------------------------------------------------------------- | ---------------- | ----------- |
|      | Герб городского поселения посёлок Куженкино Бологовского района      | 12 августа 2020  | 13206       |
|      | Герб городского поселения город Лихославль Лихославльского района    | 12 мая 2000      | 625         |
|      | Герб муниципального образования город Нелидово Нелидовского района   | 31 марта 2008    | 4083        |
|      | Герб муниципального образования посёлок Рамешки Рамешковского района | 7 апреля 2014    | 9253        |
|      | Герб муниципального образования посёлок Редкино Конаковского района  | 8 сентября 2011  | 7203        |
|      | Герб муниципального образования город Торопец Торопецкого района     | 29 января 1999   | 500         |

## Гербы сельских поселений
| Герб | Наименование                                                | Дата утверждения | Номер в ГГР |
| ---- | ----------------------------------------------------------- | ---------------- | ----------- |
| А—Е  |                                                             |                  |             |
|      | Герб Аввакумовского сельского поселения Калининского района | 26 ноября 2014   | 9881        |
|      | Герб сельского поселения Алёшино Рамешковского района       | 27 апреля 2018   | 11915       |
|      | Герб Борисовского сельского поселения Вышневолоцкого района | 25 сентября 2006 | 3031        |
|      | Герб Бурашевского сельского поселения Калининского района   | 28 марта 2012    | 7720        |
|      | Герб Вазузского сельского поселения Зубцовского района      | 20 июня 2008     | 4197        |

Сельские поселения
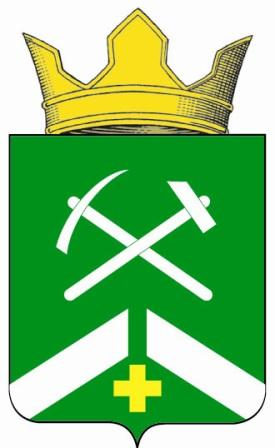
Горняцкое
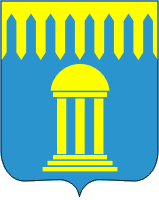
Дорожаевское
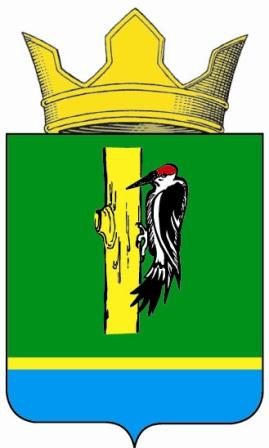
Дятловское
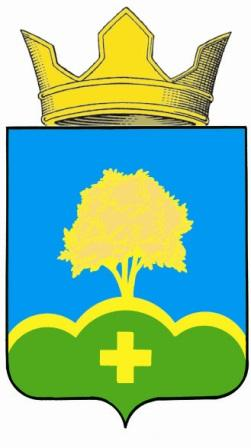
Есеновичское
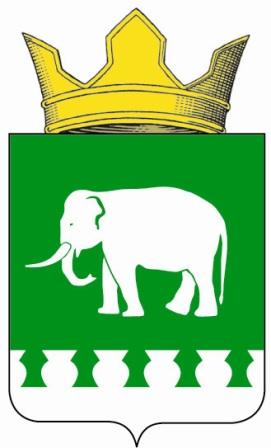
Зеленогорское
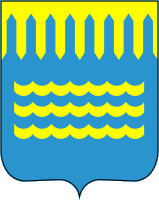
Зубцовское
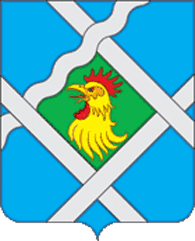
Есинка
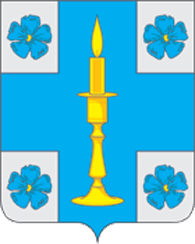
Итомля
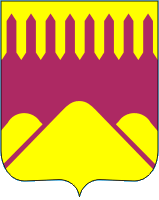
Княжьегорское
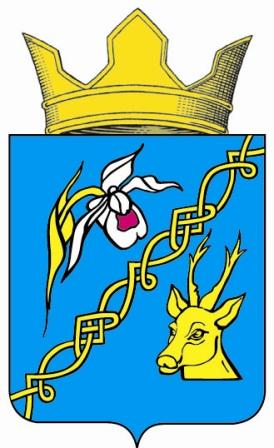
Княщинское
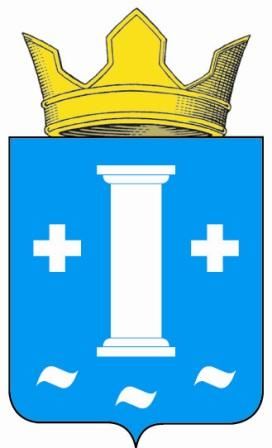
Коломенское
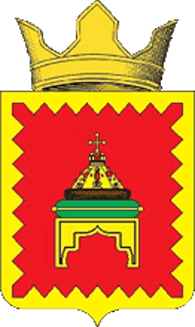
Кушалино
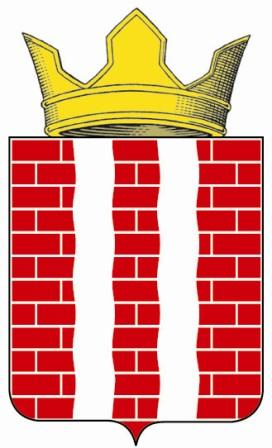
Лужниковское
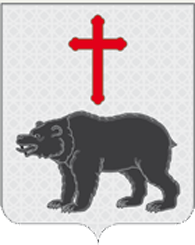
Медведево
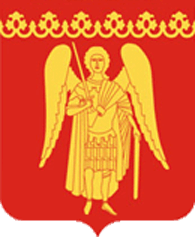
Михайловское
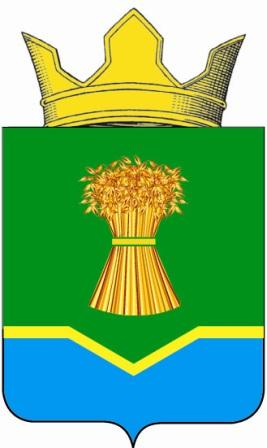
Овсищенское
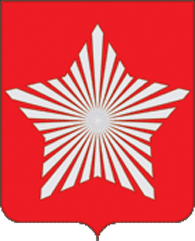
Победа
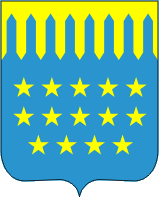
Погорельское
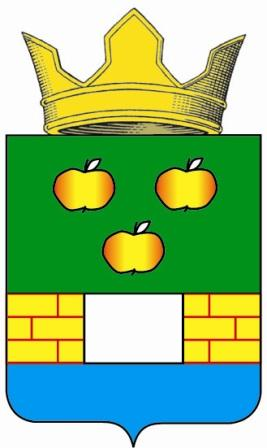
Садовое
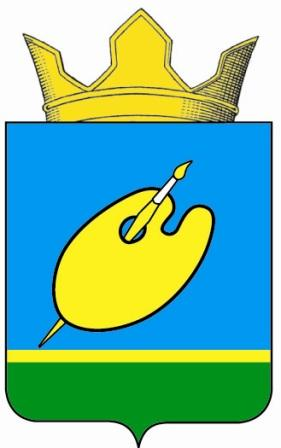
Солнечное
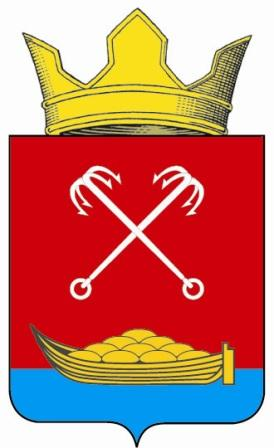
Сорокинское
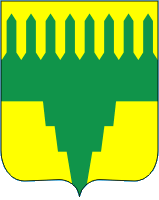
Столипинское
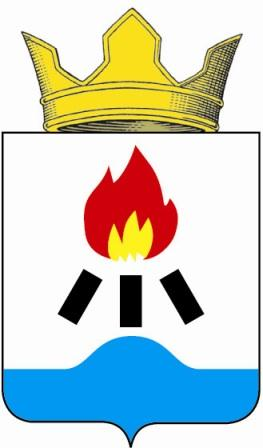
Терелесовское
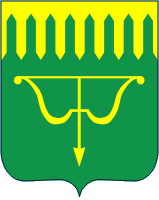
Ульяновское
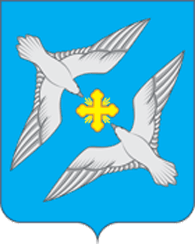
Успенское
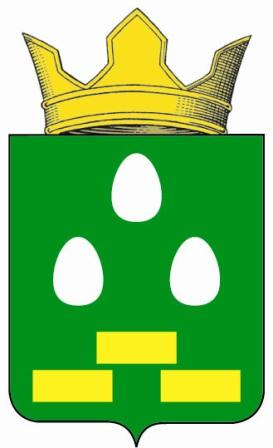
Холохоленское
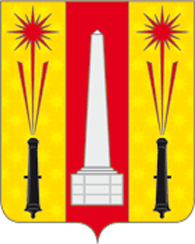
Хорошево
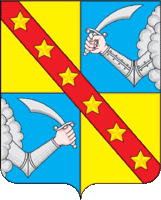
Чертолино
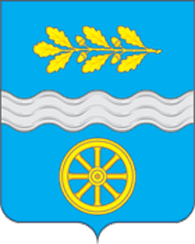
Шолохово
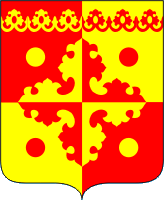
Эммаусское

Ранее существовавшие населённые пункты Тверской области
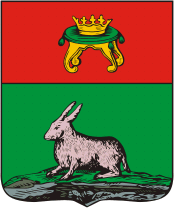
Корчева